# Ryan Kriener
Ryan Kriener (Spirit Lake, 24 aprile 1998) è un cestista statunitense.